# 福興 (1838年進士)
福兴（1810年 - ？），字振亭，號賓三，苏完瓜尔佳氏，内务府滿洲鑲黃旗人。道光十八年戊戌恩科二甲進士。